# Harmadik Orbán-kormány
A harmadik Orbán-kormány az 1989. október 23-án kikiáltott Magyar Köztársaság 11., az 1990-es rendszerváltás utáni 10. magyar kormánya. A 2014-es országgyűlési választást követően május 10-én az Országgyűlés 130 igen és 57 nem szavazat mellett (igennel a Fidesz és a KDNP képviselői szavaztak, nemmel pedig az MSZP, a Jobbik, az LMP frakciója, valamint a DK 4, az Együtt 3, a PM 1 független képviselője, továbbá Fodor Gábor, a Magyar Liberális Párt elnöke) választotta miniszterelnökké Orbán Viktort, aki ezzel Wekerle Sándor és Nagy Imre mellett a harmadik magyar kormányfő, aki harmadszor is kormányt alakíthatott. Áder János köztársasági elnök 2014. június 6-án nevezte ki Orbán Viktor megválasztott felelős miniszterelnök harmadik kormányának minisztereit.
Az Alaptörvény 20-22. cikke értelmében 2018. május 8-án, az újonnan megválasztott Országgyűlés megalakulásával a kormány megbízatása megszűnt, az új kormány megalakulásáig ügyvezető kormányként gyakorolta hatáskörét.
A harmadik Orbán-kormányt 2018. május 18-tól a negyedik Orbán-kormány követte.

## A Kormány tagjai
| Név | Név | Hivatal kezdete      | Hivatal vége         | Párt         | Párt | Megjegyzés                                                                             | Megjegyzés |
| --- | --- | -------------------- | -------------------- | ------------ | ---- | -------------------------------------------------------------------------------------- | ---------- |
|     | Miniszterelnök |                      |                      |              |      |                                                                                        |            |
|     | Orbán Viktor | 2014. május 10.      | 2018. május 10.      | Fidesz       |      |                                                                                        |            |
|     | Miniszterelnök-helyettes, nemzetpolitikáért felelős tárca nélküli miniszter                                            |                      |                      |              |      |                                                                                        |            |
|     | Semjén Zsolt | 2014. június 6.      | 2018. május 18.      | KDNP         |      |                                                                                        |            |
|     | Miniszterelnökséget vezető miniszter                                                                                   |                      |                      |              |      |                                                                                        |            |
|     | Lázár János | 2014. június 6.      | 2018. május 18.      | Fidesz       |      |                                                                                        |            |
|     | Miniszterelnöki Kabinetiroda                                                                                           |                      |                      |              |      |                                                                                        |            |
|     | Rogán Antal | 2015. október 17.    | 2018. május 18.      | Fidesz       |      |                                                                                        |            |
|     | Külgazdasági és külügyminiszter                                                                                        |                      |                      |              |      |                                                                                        |            |
|     | Navracsics Tibor | 2014. június 6.      | 2014. szeptember 22. | Fidesz       |      | Az Európai Bizottság oktatási, kulturális, ifjúságpolitikai és sportügyi biztosa lett. |            |
|     | Szijjártó Péter | 2014. szeptember 23. | 2018. május 18.      | Fidesz       |      |                                                                                        |            |
|     | Belügyminiszter |                      |                      |              |      |                                                                                        |            |
|     | Pintér Sándor | 2014. június 6.      | 2018. május 18.      | pártonkívüli |      |                                                                                        |            |
|     | Igazságügyi miniszter                                                                                                  |                      |                      |              |      |                                                                                        |            |
|     | Trócsányi László | 2014. június 6.      | 2018. május 18.      | pártonkívüli |      |                                                                                        |            |
|     | Nemzetgazdasági miniszter                                                                                              |                      |                      |              |      |                                                                                        |            |
|     | Varga Mihály | 2014. június 6.      | 2018. május 18.      | Fidesz       |      |                                                                                        |            |
|     | Emberi erőforrások minisztere                                                                                          |                      |                      |              |      |                                                                                        |            |
|     | Balog Zoltán | 2014. június 6.      | 2018. május 18.      | Fidesz       |      |                                                                                        |            |
|     | Nemzeti fejlesztési miniszter                                                                                          |                      |                      |              |      |                                                                                        |            |
|     | Seszták Miklós | 2014. június 6.      | 2018. május 18.      | KDNP         |      |                                                                                        |            |
|     | Földművelésügyi miniszter                                                                                              |                      |                      |              |      |                                                                                        |            |
|     | Fazekas Sándor | 2014. június 6.      | 2018. május 18.      | Fidesz       |      |                                                                                        |            |
|     | Honvédelmi miniszter                                                                                                   |                      |                      |              |      |                                                                                        |            |
|     | Hende Csaba | 2014. június 6.      | 2015. szeptember 9.  | Fidesz       |      | 2015. szeptember 7-én lemondott.                                                       |            |
|     | Simicskó István | 2015. szeptember 10. | 2018. május 18.      | KDNP         |      |                                                                                        |            |
|     | A paksi atomerőmű két új blokkjának tervezéséért, megépítéséért és üzembe helyezéséért felelős tárca nélküli miniszter |                      |                      |              |      |                                                                                        |            |
|     | Süli János | 2017. május 2.       | 2018. május 18.      | pártonkívüli |      | Újonnan létrehozott tárca nélküli miniszteri megbízás.                                 |            |
|     | A Modern városok program lebonyolításáért felelős tárca nélküli miniszter                                              |                      |                      |              |      |                                                                                        |            |
|     | Kósa Lajos | 2017. október 2.     | 2018. május 18.      | Fidesz       |      | Újonnan létrehozott tárca nélküli miniszteri megbízás.                                 |            |

A harmadik Orbán-kormány új szóvivőjének Kurucz Évát, a Hír TV műsorvezetőjét nevezték ki, aki Giró-Szász Andrást váltotta ebben a pozícióban. 2015. február 1-jén Kurucz Éva családi okok miatt lemondott a tisztségből. 2014. június 15-én Kovács Zoltánt nemzetközi szóvivőnek nevezték ki.

## Államtitkárok
- Belügyminisztérium
  - Dr. Felkai László: közigazgatási államtitkár
  - Dr. Kontrát Károly: parlamenti államtitkár, miniszterhelyettes
  - Pogácsás Tibor: önkormányzati államtitkár
- Emberi erőforrások minisztériuma
  - Czibere Károly: szociális ügyekért és társadalmi felzárkózásért felelős államtitkár
  - Dr. Hoppál Péter: kultúráért felelős államtitkár
  - Dr. Lengyel György: közigazgatási államtitkár
  - Dr. Ónodi-Szűcs Zoltán: egészségügyért felelős államtitkár
  - Dr. Palkovics László: oktatásért felelős államtitkár
  - Dr. Rétvári Bence parlamenti államtitkár
  - Soltész Miklós: egyházi, nemzetiségi és civil társadalmi kapcsolatokért felelős államtitkár
  - Schanda Tamás János: európai uniós fejlesztéspolitikáért felelős államtitkár
  - Dr. Szabó Tünde: sportért felelős államtitkár
  - Veresné Novák Katalin: család- és ifjúságügyért, valamint nemzetközi ügyekért felelős államtitkár
- Földművelésügyi minisztérium
  - Dr. Bitay Márton Örs: állami földekért felelős államtitkár
  - Czerván György: agrárgazdaságért felelős államtitkár
  - Gulyás Andrea: közigazgatási államtitkár
  - Dr. Nagy István: parlamenti államtitkár
  - V. Németh Zsolt: környezetügyért, agrárfejlesztésért és hungarikumokért felelős államtitkár
  - Zsigó Róbert: élelmiszerlánc-felügyeletért felelős államtitkár
- Honvédelmi minisztérium
  - Dr. Firicz László: közigazgatási államtitkár
  - Vargha Tamás: parlamenti államtitkár
- Igazságügyi minisztérium
  - Kecsmár Krisztián: európai uniós és nemzetközi igazságügyi együttműködésért felelős államtitkár
  - Dr. Molnár Zoltán: közigazgatási államtitkár
  - Dr. Vízkelety Mariann: igazságügyi kapcsolatokért felelős államtitkár
  - Dr. Völner Pál: parlamenti államtitkár
- Külgazdasági és Külügyminisztérium
  - Dr. Balogh Csaba: közigazgatási államtitkár
  - Íjgyártó István: kulturális és tudománydiplomáciáért felelős államtitkár
  - Magyar Levente: gazdaságdiplomáciáért felelős államtitkár
  - Dr. Mikola István: biztonságpolitikai és nemzetközi együttműködésért felelős államtitkár
  - Dr. Szabó László: parlamenti államtitkár, miniszterhelyettes
- Miniszterelnöki Kabinetiroda
  - Dr. Biró Marcell: közigazgatási államtitkár
  - Dömötör Csaba: parlamenti államtitkár, miniszterhelyettes
  - Nagy János: Miniszterelnöki Programirodát vezető államtitkár
  - Dr. Tuzson Bence: kormányzati kommunikációért felelős államtitkár
- Miniszterelnökség
  - Csepreghy Nándor: parlamenti államtitkár, miniszterhelyettes
  - Kis Miklós Zsolt: agrár-vidékfejlesztésért felelős államtitkár
  - Dr. Kovács Zoltán: területi közigazgatásért felelős államtitkár
  - Dr. Sonkodi Balázs: stratégiai ügyekért felelős államtitkár
  - Takács Szabolcs Ferenc: európai uniós ügyekért felelős államtitkár
  - Dr. Tasó László: a tízezer főnél kevesebb lakosú települések fejlesztéséért felelős államtitkár
  - Dr. Vidoven Árpád: közigazgatási államtitkár
  - Vitályos Eszter: európai uniós fejlesztésekért felelős államtitkár
- Nemzetpolitikáért felelős tárca nélküli miniszter államtitkára (Miniszterelnökség)
  - Potápi Árpád János: nemzetpolitikáért felelős államtitkár
- A paksi atomerőmű két új blokkjának tervezéséért, megépítéséért és üzembe helyezéséért felelős tárca nélküli miniszter államtitkárai (Miniszterelnökség)
  - Dr. Aszódi Attila: a Paksi Atomerőmű kapacitásának fenntartásáért felelős államtitkár
  - Dr. Becskeházi Attila Csaba: A Paksi Atomerőmű Kapacitásának Fenntartásához Kapcsolódó Infrastruktúra-fejlesztésért, Innovációért és Lokalizációért Felelős Államtitkár
- A Modern városok program lebonyolításáért felelős tárca nélküli miniszter államtitkárai (Miniszterelnökség)
  - Horváth István: megyei jogú városok fejlesztésének koordinációjáért felelős államtitkár
  - Simon Róbert Balázs: megyei jogú városok fejlesztésének végrehajtásáért felelős államtitkár
- Nemzetgazdasági minisztérium
  - Banai Péter Benő: államháztartásért felelős államtitkár
  - Cseresnyés Péter: munkaerőpiacért és képzésért felelős államtitkár
  - Gondos Judit: közigazgatási államtitkár
  - Hornung Ágnes: pénzügyekért felelős államtitkár
  - Lepsényi István: gazdaságfejlesztésért és -szabályozásért felelős államtitkár
  - Rákossy Balázs: európai uniós források felhasználásáért felelős államtitkár
  - Tállai András: parlamenti és adóügyekért felelős államtitkár, miniszterhelyettes
- Nemzeti Fejlesztési minisztérium
  - Dr. Aradszki András: energiaügyért felelős államtitkár
  - Dr. Czepek Gábor: közigazgatási államtitkár
  - Dr. Fónagy János: parlamenti államtitkár
  - Dr. Homolya Róbert: közlekedéspolitikáért felelős államtitkár
  - Kara Ákos: infokommunikációért és fogyasztóvédelemért felelős államtitkár
  - Szabó Zsolt: fejlesztés- és klímapolitikáért, valamint kiemelt közszolgáltatásokért felelős államtitkár
  - Hegmanné Nemes Sára: vagyonpolitikáért felelős államtitkár (2015.januárban más megbízatás miatt lemondott)

## Helyettes államtitkárok
- Belügyminisztérium
  - A közigazgatási államtitkár helyettes államtitkárai
    - Hajzer Károly: informatikai helyettes államtitkár
    - Dr. Hegyaljai Mátyás: európai uniós és nemzetközi helyettes államtitkár
    - Dr. Hoffmann Imre: közfoglalkoztatási és vízügyi helyettes államtitkár
    - Dr. Magyariné Dr. Nagy Edit: szabályozási és koordinációs helyettes államtitkár
    - Szőke Irma: gazdasági helyettes államtitkár
    - Zsinka András: személyügyi helyettes államtitkár

  - Az önkormányzati államtitkár helyettes államtitkárai
    - Csampa Zsolt: önkormányzati koordinációért felelős helyettes államtitkár
    - Dr. Dukai Miklós: önkormányzati helyettes államtitkár

  - A rendészeti államtitkár helyettes államtitkára
    - Dr. Ingácz István: nyilvántartások vezetéséért felelős helyettes államtitkár
- Emberi Erőforrások Minisztériuma
  - A Közigazgatási Államtitkárság helyettes államtitkára
    - Dr. Borókainé Dr. Vajdovits Éva: koordinációs ügyekért felelős helyettes államtitkár
    - Dr. Bathó Ferenc: gazdasági ügyekért felelős helyettes államtitkár
    - Dr. Gazsó Balázs László: jogi és közbeszerzési helyettes államtitkár
    - Dr. Sándor Csaba: jogi és személyügyi helyettes államtitkár

  - A Parlamenti Államtitkárság helyettes államtitkára
    - Török Tamás: üldözött keresztények megsegítéséért felelős helyettes államtitkár

  - Az Európai Uniós Fejlesztéspolitikáért Felelős Államtitkárság helyettes államtitkárai
    - Dr. Garai Péter: EU-fejlesztések végrehajtásáért felelős helyettes államtitkár

  - Az Egyházi, Nemzetiségi és Civil Társadalmi Kapcsolatokért felelős Államtitkárság helyettes államtitkárai
    - Fülöp Attila: nemzetiségi és civil társadalmi kapcsolatokért felelős helyettes államtitkár

  - A Család- és Ifjúságügyért Felelős Államtitkárság helyettes államtitkára
    - Dr. Beneda Attila: család- és népesedéspolitikáért felelős helyettes államtitkár
    - Dr. Illés Boglárka: ifjúságpolitikáért és esélyteremtésért felelős helyettes államtitkár

  - A Szociális Ügyekért és Társadalmi Felzárkózásért Felelős Államtitkárság helyettes államtitkárai
    - Langerné Victor Katalin: társadalmi felzárkózásért felelős helyettes államtitkár
    - Nyitrai Imre: szociálpolitikáért felelős helyettes államtitkár

  - A Köznevelésért Felelős Államtitkárság helyettes államtitkárai
    - Sipos Imre: köznevelésért felelős helyettes államtitkár

  - A Kultúráért Felelős Államtitkárság helyettes államtitkára
    - Závogyán Magdolna: kultúráért felelős helyettes államtitkár
    - Krucsainé Herter Anikó: kulturális kapcsolatokért és fejlesztésekért felelős helyettes államtitkár

  - Az Egészségügyért Felelős Államtitkárság helyettes államtitkárai
    - Dr. Mészáros János: egészségügyi ellátórendszer működtetéséért felelős helyettes államtitkár
    - Dr. Ladányi Márta: egészségügyi ágazati koordinációs helyettes államtitkár

  - A Sportért Felelős Államtitkárság helyettes államtitkára
    - Dr. Fazekas Attila Erik: sportigazgatásért és sportágfejlesztésért felelős helyettes államtitkár
    - Sárfalvi Péter: nemzeti utánpótlás-nevelésért és sportkapcsolatokért felelős helyettes államtitkár
- Földművelésügyi minisztérium
  - A közigazgatási államtitkár helyettes államtitkárai
    - Román István: agrárszakképzésért felelős helyettes államtitkár
    - Szele-Király Andrea: gazdasági ügyekért felelős helyettes államtitkár
    - Dr. Szinay Attila: jogi és igazgatási ügyekért felelős helyettes államtitkár
    - Tóth Katalin: nemzetközi kapcsolatokért felelős helyettes államtitkár

  - Az agrárgazdaságért felelős államtitkár helyettes államtitkárai
    - Dr. Feldman Zsolt: agrárgazdaságért felelős helyettes államtitkár
    - Gál Péter: eredetvédelemért felelős helyettes államtitkár

  - Az állami földekért felelős államtitkár helyettes államtitkára
    - Ugron Ákos Gábor: állami földekért felelős helyettes államtitkár

  - Az élelmiszerlánc-felügyeletért felelős államtitkár helyettes államtitkára
    - Dr. Bognár Lajos: élelmiszerlánc-felügyeletért felelős helyettes államtitkár

  - A környezetügyért, agrárfejlesztésért és hungarikumokért felelős államtitkár helyettes államtitkárai
    - Szakáli István Loránd: agrárfejlesztésért és hungarikumokért felelős helyettes államtitkár
    - Dr. Rácz András: környezetügyért felelős helyettes államtitkár
- Honvédelmi minisztérium
  - A közigazgatási államtitkár helyettes államtitkára
    - Dr. Földváry Gábor István: jogi és igazgatási ügyekért felelős helyettes államtitkár
    - Siklósi Péter: védelempolitikáért és védelmi tervezésért felelős helyettes államtitkár
    - Sulyok János: védelemgazdaságért felelős helyettes államtitkár
- Igazságügyi minisztérium
  - A Közigazgatási Államtitkárság helyettes államtitkárai
    - Dr. Bodzási Balázs: igazságügyi és magánjogi jogalkotásért felelős helyettes államtitkár
    - Misovicz Tibor: gazdasági ügyekért felelős helyettes államtitkár
    - Dr. Salgó László Péter: jogszabály-előkészítés összehangolásáért és közjogi jogalkotásért felelős helyettes államtitkár

  - Az Európai Uniós és Nemzetközi Igazságügyi Együttműködésért Felelős Államtitkárság helyettes államtitkárai
    - Dr. Czombos Tamás: európai uniós igazságügyi együttműködésért felelős helyettes államtitkár
    - Dr. Nemessányi Zoltán: nemzetközi igazságügyi együttműködésért felelős helyettes államtitkár

  - Az Igazságügyi Kapcsolatokért Felelős Államtitkárság helyettes államtitkára
    - Dr. Szecskó József: igazságügyi szolgáltatásokért felelős helyettes államtitkár
    - Dr. Szieberling Tamás: igazságügyi módszertani irányításért felelős helyettes államtitkár
- Külgazdasági és Külügyminisztérium
  - A közigazgatási államtitkár helyettes államtitkárai
    - Bacskai József: gazdasági ügyekért felelős helyettes államtitkár

  - A biztonságpolitikai és nemzetközi együttműködésért felelős államtitkár helyettes államtitkárai
    - Kovács Ádám Zoltán: nemzetközi együttműködésért felelős helyettes államtitkár
    - Benkő Levente Csongor: biztonságpolitikáért felelős helyettes államtitkár

  - A parlamenti államtitkár helyettes államtitkárai
    - Altusz Kristóf: európai és amerikai kapcsolatokért felelős helyettes államtitkár
    - Bus Szilveszter: déli nyitásért felelős helyettes államtitkár
    - Csutora Zsolt: keleti nyitásért felelős helyettes államtitkár

  - A gazdaságdiplomáciáért felelős államtitkár helyettes államtitkára
    - Dr. Pana Petra: külgazdasági ügyekért felelős helyettes államtitkár
    - Kiss-Parciu Péter: határ menti gazdaságfejlesztésért felelős helyettes államtitkár

  - A kulturális és tudománydiplomáciáért felelős államtitkár helyettes államtitkára
    - Hammerstein Judit: külföldi magyar intézetekért és nemzetközi oktatási kapcsolatokért felelős helyettes államtitkár
- Miniszterelnöki Kabinetiroda
  - A Miniszterelnöki Programirodát vezető államtitkár helyettes államtitkára
    - Dr. Havasi Bertalan: Miniszterelnöki Sajtóirodát vezető helyettes államtitkár

  - A közigazgatási államtitkár helyettes államtitkára
    - Dr. Rédey Krisztina: gazdasági és magánjogi ügyekért felelős helyettes államtitkár
- Miniszterelnökség
  - A közigazgatási államtitkár helyettes államtitkárai
    - Dr. Bartal Tamás: a kabinetügyek koordinációjáért felelős helyettes államtitkár
    - Dr. Bordás Gábor: kormányirodát irányító helyettes államtitkár
    - Dr. Császár Dániel Gergely: a társasági portfolió kezeléséért felelős helyettes államtitkár
    - Kandra Ildikó: gazdálkodásért és személyügyekért felelős helyettes államtitkár
    - Dr. Danku Csaba: jogi ügyekért felelős helyettes államtitkár
    - Dr. Latorcai Csaba: kiemelt társadalmi ügyekért felelős helyettes államtitkár

  - A kulturális örökségvédelemért és kiemelt kulturális beruházásokért felelős államtitkár helyettes államtitkára
    - Dr. Puskás Imre: kulturális örökségvédelemért felelős helyettes államtitkár

  - Az agrár-vidékfejlesztésért felelős államtitkár helyettes államtitkárai
    - Dr. Viski József: agrár-vidékfejlesztési programokért felelős helyettes államtitkár
    - Dr. Mezei Dávid Csaba: agrár-vidékfejlesztési stratégiai ügyekért felelős helyettes államtitkár

  - Az európai uniós fejlesztésekért felelős államtitkár helyettes államtitkárai
    - Dányi Gábor Zoltán: európai uniós fejlesztések koordinációjáért felelős helyettes államtitkár
    - Dr. Csányi István: közbeszerzési felügyeletért felelős helyettes államtitkár
    - Perényi Zsigmond: nemzetközi helyettes államtitkár

  - Az európai uniós ügyekért felelős államtitkár helyettes államtitkára
    - Dr. Molnár Balázs Tamás: európai uniós ügyekért felelős helyettes államtitkár

  - A nemzetpolitikáért felelős államtitkár helyettes államtitkára
    - Dr. Szilágyi Péter: nemzetpolitikáért  felelős helyettes államtitkár

  - A stratégiai ügyekért felelős államtitkár helyettes államtitkárai
    - Kern Tamás: stratégiai és tájékoztatási helyettes államtitkár
    - Füleky Zsolt: építészeti és építésügyi helyettes államtitkár

  - A területi közigazgatásért felelős államtitkár helyettes államtitkárai
    - Dr. Belányi Márta: hatósági ügyekért felelős helyettes államtitkár
    - Palich Etelka: területi közigazgatás irányításáért felelős helyettes államtitkár
    - Dr. Zöld-Nagy Viktória: területi közigazgatás fejlesztéséért felelős helyettes államtitkár
- Nemzetgazdasági minisztérium
  - A Közigazgatási Államtitkárság helyettes államtitkára
    - Ambrus Ilona: gazdálkodásért felelős helyettes államtitkár
    - Dr. Jármai Péter Zoltán: jogi és koordinációs ügyekért felelős helyettes államtitkár

  - A Parlamenti és Adóügyekért Felelős Államtitkárság helyettes államtitkárai
    - Izer Norbert: adószabályozásért és számvitelért felelős helyettes államtitkár
    - Molnár Tamás: vámszakmai és a nemzetközi ügyekért felelős helyettes államtitkár
    - Pankucsi Zoltán: adószabályozásért és számvitelért felelős helyettes államtitkár
    - Dr. Sors László: bűnüldözési és a nyomozóhatósági feladatok ellátásáért felelős helyettes államtitkár
    - Dr. Szeleczki Zsuzsanna Judit: hatósági és a felügyeleti ügyekért felelős helyettes államtitkár
    - Tamásné Czinege Csilla: adószakmai ügyekért felelős helyettes államtitkár

  - A Pénzügyekért Felelős Államtitkárság helyettes államtitkárai
    - Balogh László: pénzügypolitikáért felelős helyettes államtitkár

  - Az Államháztartásért Felelős Államtitkárság helyettes államtitkárai
    - Dr. Adorján Richárd: költségvetésért felelős helyettes államtitkár
    - Dr. Berczik Ábel: kincstárért felelős helyettes államtitkár

  - A Gazdaságfejlesztésért és -szabályozásért Felelős Államtitkárság helyettes államtitkárai
    - Marczinkó Zoltán István: kiemelt vállalati kapcsolatokért felelős helyettes államtitkár
    - Nikoletti Antal: nemzetközi gazdasági kapcsolatokért és fenntartható gazdaságfejlesztésért felelős helyettes államtitkár

  - A Szakképzésért és Munkaerőpiacért Felelős Államtitkárság helyettes államtitkárai
    - Pölöskei Gáborné: szakképzésért és felnőttképzésért felelős helyettes államtitkár
    - Dr. Simon Attila István: munkaerőpiacért felelős helyettes államtitkár

  - Az Európai Uniós Források Felhasználásáért Felelős Államtitkárság helyettes államtitkárai
    - Karsai Tamás: gazdaságfejlesztési programokért felelős helyettes államtitkár
    - Oláh Gábor: regionális fejlesztési programokért felelős helyettes államtitkár
    - Turóczy László: gazdaságtervezésért és versenyképességért felelős helyettes államtitkár
- Nemzeti Fejlesztési minisztérium
  - A Közigazgatási Államtitkárság helyettes államtitkárai
    - Dr. Koncz Pál: jogi és igazgatási ügyekért felelős helyettes államtitkár
    - Dr. Mernyei Ákos Péter: Európai uniós és nemzetközi kapcsolatokért felelős helyettes államtitkár

  - Az Infokommunikációért és Fogyasztóvédelemért Felelős Államtitkárság helyettes államtitkárai
    - Keszthelyi Nikoletta: fogyasztóvédelemért felelős helyettes államtitkár
    - Dr. Solymár Károly Balázs: infokommunikációért felelős helyettes államtitkár

  - A Közlekedéspolitikáért Felelős Államtitkárság helyettes államtitkára
    - Mosóczi László: közlekedésért felelős helyettes államtitkár
    - Szalóki Flórián: közlekedési operatív programokért felelős helyettes államtitkár

  - Az Energiaügyért Felelős Államtitkárság helyettes államtitkára
    - Kádár Andrea Beatrix: energetikáért felelős helyettes államtitkár

  - A Fejlesztés- és klímapolitikáért, valamint Kiemelt Közszolgáltatásokért Felelős Államtitkárság helyettes államtitkárai
    - Dr. Makai Martina: zöldgazdaság fejlesztéséért, klímapolitikáért és kiemelt közszolgáltatásokért felelős helyettes államtitkár
    - Dr. Nemcsok Dénes Sándor: környezeti és energiahatékonysági operatív programokért felelős helyettes államtitkár

  - A Vagyonpolitikáért Felelős Államtitkárság helyettes államtitkára
    - Dr. Boros Anita: a vagyonpolitikáért felelős államtitkár feladatait is ellátó vagyongazdálkodásért felelős helyettes államtitkár

  - A postaügyért és a nemzeti pénzügyi szolgáltatásokért felelős kormánybiztos irányítása alatt tevékenykedő helyettes államtitkár
    - Dr. Cseh Tamás Zoltán: közműszolgáltatásokért felelős helyettes államtitkár